# محمد الخالصي
الشَّيْخُ مُحَمَّدٌ بْنُ مُحَمَّدٍ مَهْدِيِّ بْنِ حُسَيْنٍ بْنِ عَبْدِ العَزِيْزِ الخَالِصِيُّ الكَاظِمِيُّ الأَسَدِيُّ (1306هـ - 1343هـ / 1888م - 1963م) هو مرجعٌ وفقيهٌ وعالمٌ مُسلمٌ شيعيٌّ اثنا عشريٌّ اشتهر بِقيادته لِثورة العشرين في العراق ضِد الاحتلال البريطاني في مطلع القرن العشرين، عُرف بِفصاحته وقوَّة بيانه وهو الذي أعلن البيان التَّاريخي الشَّهير لِلثورة الكُبرى من العتبة العباسيَّة.
ولد في مدينة الكاظمية المقدسة، تعود أصوله إلى مدينة الخالص في محافظة ديالى، تربى في كنف رعاية والده الإمام الشيخ مهدي الخالصي الاسدي، ثم درس على كبار علماء عصره، والده والآيات العظام الشيخ مهدي المراياتي، ‌ والشيخ محمد حسين الكاظمي، والآخوند محمد كاظم الخراساني، والشيخ راضي الخالصي، ‌ والشيخ صادق الخالصي، والإمام الميرزا محمد تقي الشيرازي دروس الفقه والاصول واللغة وسائر العلوم الدينية. كان الشيخ الخالصي لنبوغه قد حاز على درجة الاجتهاد في سنٍ مبكرة جداً، وكان متبحراً في العلوم الدينية إلى جانب العلوم الحديثة كالطبيعيات والرياضيات والطب. ويُلم باللغات الفارسية والتركية والفرنسية إلى جانب تعمقه بالعربية.
وقد توفي عام 1925. كان زعيمًا دينيًا بارزًا في العراق خلال الفترة البريطانية في أوائل القرن العشرين. في ذلك الوقت كان المرجع الأعلى (عالم شيعي وزعيم روحي) في العراق. وكان أيضًا أستاذًا ورئيسًا لكلية اللاهوت في الكاظمية - بغداد - العراق.

## سيرته
في عام 1920 لعب الشيخ مهدي الخالصي دوراً قيادياً في الثورة العراقية عام 1920. وفي عام 1922 أصدر فتوى يأمر فيها أتباعه وجميع الشيعة في العراق بعدم المشاركة في الانتخابات المقبلة، حتى لا يمنحوا الشرعية لحكومة أقامتها قوى أجنبية. وقد اختار العديد من العراقيين الاستجابة لدعوته وامتنعوا عن المشاركة في الانتخابات.

## جهاده ضد الإنكليز
شارك الشيخ محمد الخالصي في أحداث ‌«الجهاد» ضد الإنكليز منذ أن وطأت قواتهم أرض العراق عام 1914م فهب بمعية والده وجمع من العلماء للتصدي لهم، وقد خرج الشيخ الخالصي على رأس ثلة من المجاهدين إلى سوح القتال في 19 تشرين الثاني 1914 تحت إمرة‌ والده، فقاتل بنفسه ولعب دوراً هاماً كمنسق بين قيادة العلماء وقيادة القوات المسلحة العثمانية. وبقي في جبهات القتال -‌‌ بالرغم من اصابته بجرح في رأسه أضر بعينه اليمنى‌‌- حتى نهاية الحرب العالمية الأولى.

## إعلان ثورة‌ العشرين
كان الشيخ محمد الخالصي خطيباً مفوّهاً، ومجاهداً صلباً، وعالماً شجاعاً، لذلك طلب اليه الإمام الميرزا محمد تقي الشيرازي أن يخطب معلناً بدء الثور‌ة العراقية الكبرى ضد الإنكليز بحضور قادة الثورة وشيوخ العشائر العراقية الثائرة وفصائل المجاهدين الذين اجتمعوا في حشد كبير في صحن العباس في مدينة كربلاء في الرابع من شهر شوال عام 1338 للهجرة - 21 حزيران 1920م، فخطب فيهم الخالصي خطابه الحماسي الشهير، الذي ثبّت به قلوب المجاهدين، وألهب حماسهم، وذكّرهم بإباء سيد الشهداء الإمام الحسين، وحذّر الإنكليز من مغبة الظلم بحق الشعب العراقي الأبي. ولشدة تأثير هذا الخطاب في النفوس كان الثوار يطلقون شعارات وهتافات ثورية واشعار شعبية مؤيدة لقادة الثورة وعلمائها.(1)
بعد هذا الاجتماع حاصرت القوات البريطانية مدينة كربلاء، وطالبت الميرزا الشيرازي تسليم سبعة عشر نفراً من الناشطين والمحرضين على الثورة، وكان من بينهم الشيخ الخالصي. (2)

## نفي الشيخ الخالصي
بعد أن أبدى الإمام الشيخ محمد الخالصي معارضة شديدة لمعاهدة الانتداب، حيث انتُخب وخمسة آخرين في لجنة مهمتها ابلاغ رفض العراقيين للمعاهدة إلى مسامع الملك فيصل الأول والدول الأجنبية والمنظمات الدولية (3)، ضاقت القوات البريطانية المحتلة‌ من دوره ودور والده في مقاومة الاحتلال ذرعاً فارادت الانتقام منه وفتّ عضد والده فنفته بأمر مباشر من الـ« سر برسي كوكس » في 28 آب 1922م. إلى الجحاز، ولكنه بعد أن أدى فريضة الحج غادر إلى إيران(4)

## نشاطه الديني والسياسي في إيران
حين وصل الشيخ محمد الخالصي إلى طهران منفياً اليها، لعب دوراً بارزاً في توعية وايقاظ المسلمين في إيران، وأصدر العديد من الصحف والنشرات باللغتين العربية والفارسية مثل « لواء بين النهرين » و« اتحاد إسلام » و«منشور نور»، ولما نفي والده الإمام الشيخ مهدي الخالصي من قِبل الإنكليز في 26 حزيران 1923م من العراق إلى الهند ثم اليمن فالحجاز فإيران لإلغائه بيعة فيصل وعزله عن ملوكية العراق، ثم قيام خمسة وعشرين من مجتهدي النجف الاشرف بقيادة السيد أبو الحسن الاصفهاني والميرزا النائيني بالهجرة من العراق اعتراضاً على نفي سماحته (5) بادر الشيخ محمد الخالصي إلى تأسيس «جمعية الممثلون السامون لما بين النهرين» في طهران للدفاع عن القضية العراقية في المنظمات الدولية.
« كان الشيخ محمد الخالصي قد اُبعد إلى إيران في السنة الماضية كما أشرنا وقد استقر في طهران، وحين حدث تسفير المجتهدين انتهز الشيخ محمد الفرصة وهو خطيب مفوّه، فأخذ يشن الحملات الشعواء على بريطانيا والمؤيدين لها، وقد ذكر السر برسي لورين في برقية إلى لندن:» «إن الشيخ محمد الخالصي يعد المهيّج الرئيس ضد الإنكليز في طهران»(6). » (7)

## الخالصيان يرفضان إعطاء التعهد بعدم التدخل بالسياسة
استجدت الأحداث السياسية في العراق وإيران، فاستجاب الملك فيصل لطلب المجتهدين الذين غادروا العراق للعودة اليه، وأخبرهم ان بامكانهم العودة إلى العراق بشرط إعطاء تعهد خطي بعدم التدخل في السياسة‌، فوافق العلماء، ورفض الإمامان الشيخ مهدي ونجله الشيخ محمد إعطاء تعهد كهذا بشدة، ‌ واعتبراه تنازلاً للمحتلين الإنكليز، وأصرا على البقاء في إيران ومواصلة الجهاد وبث الوعي بين أبناء هذا البلد الإسلامي، لذلك فقد وصفتهما التقارير الإنكليزية بـ «العلماء المتمردين». (8)

## معارضة تأسيس الجمهورية العلمانية في إيران
ومن نشاطاته في طهران معارضته لتغيير نظام الحكم في إيران من الملكية إلى الجمهورية من قبل «رضا البهلوي»، وذلك لان الأخير كان يسعى من وراء جمهرة إيران الوصول إلى سدة الحكم وتأسيس دولة علمانية ‌على غرار جمهورية اتاتورك في تركيا، وقد سعى البهلوي لقمع جميع مخالفي الجمهورية وعلى رأسهم الشيخ الخالصي والسيد حسن المدرس فقيه البرلمان الإيراني، فاعتقل البهلوي السيد المدرس في إحدى غرف البرلمان في يوم التصويت على الجمهورية وأمر أزلامه بالاعتداء عليه بالضرب، فوصل نبأ ذلك إلى الشيخ الخالصي فقاد مظاهرة جماهيرية ضمت ما يربو على مائة ألف من أهالي طهران (9) بعد أن أمّهم لصلاتي الظهر والعصر وخطبهم بما جرى في البرلمان، فهاجمت الجماهير البرلمان وتسللت إلى باحته وانقذت المدرس واصطدمت مع البهلوي وأزلامه، إثر ذلك اضطر رضا البهلوي للاستقالة من منصب رئاسة الوزراء وغادر طهران إلى مدينة بومهن؛ عن تلك الحادثة يقول السيد مرتضى الخميني (بسنديده) الأخ الأكبر للإمام الخميني:
«ومما يذكر إنه في اليوم الثاني من شهر الحمل عام 1303 ش ‍ [22 آذار 1924م] إتجه كبار علماء طهران وسياسيوها وكسبتها نحو البرلمان وكنت معهم، وكان المرحوم الخالصي الذي صلى صلاة الجماعة في السوق المركزي بعد أن مُنع من الصلاة في المسجد على رأس الجموع المتجهة نحو البرلمان، وكانت كل الطرق المؤدية إلى البرلمان والساحة المقابلة لبنايته غاصّة بالجماهير التي كانت تهتف ضد « سردار سبه » [ رضا بهلوي ] والتي داهمت البرلمان فيما بعد ». (10)
إثر هذه الحادثة المصيرية في حياة إيران والتي أدّت إلى فشل تأسيس نظام جمهوري علماني في إيران حتى قيام الجمهورية الإسلامية المباركة‌ - ‌‌وقد ثبتتها المصادر التاريخية لتلك الفترة‌ ‌- ودور الإمام الخالصي فيها بدأ البهلوي حرباً بلا هوادة ضد سماحته وألقى عليه القبض في حادث اغتيال القنصل الأمريكي في طهران ونفاه إلى مدينة «خاف» على الحدود الأفغانية وسجنه في قلعتها الرهيبة، ثم صار شيخنا يُنقل من سجن إلى سجن ومن منفى إلى آخر مدة 27 عاماً. فنفي إلى خراسان وتويسركان ونهاوند وكاشان ويزد إضافة‌ إلى سجنه في طهران وكرمانشاه.
ولكن بالرغم من الضغوطات التي واجهها الشيخ الخالصي في إيران لكنه قام بنشاطات واسعة يذكرها الإيرانيون باعتزاز منها: إحيائه لصلاة الجمعة في كل بلد حلّ فيه، وتأسيسه لصلاة الجمعة في حرم السيد عبد العظيم الحسني جنوب طهران.

## الإمام الخالصي بعد عودته إلى العراق
اهتم الإمام الشيخ محمد الخالصي بعد أن عاد إلى العراق بعد نفيٍ دام 27 عاماً بعدة أمور:
1- إقامة صلاة الجمعة على وجهها العبادي السياسي في صحن الكاظمية المطهر.
2- اهتمامه بالدعوة إلى الوحدة الإسلامية، وقد قام من أجل ذلك بسفرات عديدة إلى المدن التي يتواجد فيها أبناء السنة داخل العراق، وكذلك إلى عدة دول منها الديار المقدسة (مكة والمدينة المنورة) ومصر وسورية وفلسطين ولبنان؛ وقد لقيت دعوته الصادقة إلى الوحدة الإسلامية استجابة علماء المسلمين، لما وجدوا فيه من صدق النية.
3- مقاومته للأنظمة الظالمة المتسلطة على الحكم في العراق، وأهمها الوقوف بوجه الحكومة الملكية، والطاغية عبد الكريم قاسم، والمد الشيوعي الإلحادي الذي كان يستمد القوة منه، ‌وكذلك حكم الحزب الاستعماري البعثي إبّان انقلابهم الأول، وإن ينسى العراقيون قولاً فلا ينسون قوله لعبد الكريم قاسم حين اتخذ من وزارة الدفاع مقراً لإقامته : «أينما تكونوا يدركُّكم الموت ولو كنتم في وزارة الدفاع»، وقوله لعفلق: «قل أعوذ برب الفلق من شر ما خلق ومن شر ميشيل عفلق».
4- محاربته الشعواء للبدع والخرافات التي سادت بين المسلمين، وتنزيه العقيدة الإسلامية من الانحراف، فكانت هذه هي النقطة الأصعب في جهاده، لان تنزيه الدين من البدع والخرافات التي يظنها الجهال انها من اصل الدين يحتاج إلى شجاعة ونكران للذات في الله، وهو ما ألّب عليه الاصدقاء والأعداء.
5- تشييد وإعمار مدرسة والده الدينية « جامعة مدينة العلم » في الكاظمية لتكون جامعة علمية دينية يتخرّج منها علماء ‌يجمعون بين العلوم الدينية والعلوم الحديثة.

## من مؤلفاته باللغة العربية
بالرغم من المضايقات التي كان يتعرض لها الشيخ الخالصي واعتقالاته المتكررة في العراق وإيران، والتحريكات التي كانت تثار ضده، وفقده للبصر في سنيَّ حياته الأخيرة نتيجة لسقيه السم مرات في هذين البلدين[بحاجة لمصدر] فقد ترك الإمام مؤلفات عديدة باللغتين العربية والفارسية في الفقه واصوله والعقائد والتاريخ والفلسفة الإسلامية والتفسير منها:
- الإسلام سبيل السعادة والسلام (رسالته العملية المختصرة (11))
- إحياء الشريعة في مذهب الشيعة (رسالته العملية في عدة أجزاء)
- المعارف المحمدية
- الوقاية من أخطاء الكفاية
- الجمعة
- النيروز (في بدعية عيد النوروز)
- الاقتصاد والدولة في الإسلام
- بطل الإسلام
- العروبة في دار البوار فهل من منقذ.
- ومؤلفات أخرى.

## وفاته وتشييعه
كان الإمام الخالصي قد دعا إلى حفل أقامه في الحرم الكاظمي المطهر بمناسبة المولد النبوي الشريف، وقد حضر الحفل علماء الدين السنة والشيعة وسياسيون وممثلون عن دول إسلامية. بعد العودة من الاحتفال بدت عليه آثار المرض، ولازمته الحمى الشديدة وعلامات التسمم، ولما اشتد به المرض نقل إلى مدينة الخالص، ثم اُعيد إلى بغداد ورقد في مستشفى الرازي، بقي فيها عدة أيام إلى أن فاضت روحه الزكية ورجعت إلى ربها راضية مرضية في آخر ساعات ليلة الجمعة 21 كانون الأول 1963م (19 رجب 1343 هـ). وفي صباح الجمعة قطعت الإذاعة برامجها واكتفت ببث القرآن الكريم معلنة نبأ وفاته والحداد العام. عندها توافد الوف المشيعين والمودعين على مسجد براثا، وحملت الجموع جثمانه الطاهر بعد أدائها صلاة الجمعة حتى الكاظمية، مروراً بالاعظمية التي خرجت باهلها للتشييع، فدفن في حجرته في الصحن الكاظمي الشريف.